# Ка-27
Камов Ка-27 е многоцелеви хеликоптер предназначен за нуждите на ВМС на СССР. Хеликоптерът е разработен от КБ „Камов“.
Ка-27 е на служба в армиите на Русия, Украйна, Виетнам, Южна Корея, Китай и Индия.

## История
Разработката на Ка-27 започва през 1970 г., а първият прототип излита през 1973 г. С него се възнамерява да бъде заменен остарелия Ка-25. Затова Ка-27 много прилича на предшественика си за да може да заема същото място в хангара. Както останалите военни хеликоптери на Камов и този има общ коаксиален ротор, което премахва нуждата от опашно витло.

## Модификации
- Ка-27ПЛ – корабен хеликоптер за борба с подводни лодки. На въоръжение от 1981 г.
- Ка-27ПС – хеликоптер за поиск и спасителни операции.
- Ка-28 – експортен вариант. Произведени около 30 машини.
- Ка-29 – транспортно-боен хеликопетр за нуждите на морската пехота.
- Ка-31 – хеликоптерен комплекс за радиолокационно наблюдение и откриване. Снабден с въртяща се антена монтирана под фюзелажа. Може да открие и съпровожда до 20 цели на разстояние 100 – 150 км.
- Ка-32 – многоцелеви хеликоптер.

## На въоръжение
- Алжир
- Виетнам
- Русия
- Китай
- Индия
- Украйна